# Benjamin Bourigeaud
Benjamin Bourigeaud (* 14. Januar 1994 in Calais) ist ein französischer Fußballspieler.

## Karriere

### Verein
Benjamin Bourigeaud wechselte 2005 in die Jugendabteilung des RC Lens, nachdem er zuvor bei einem Amateurklub aus der Region Calais spielte. Er begann 2012 für die zweite Mannschaft von Lens zu spielen. Sein Debüt für das Profiteam gab er am 11. November 2013 bei einem 2:2-Unentschieden bei Chamois Niortais in der Ligue 2. In den darauffolgenden Jahren erhielt er nach und nach mehr Einsatzzeiten und wurde zu einem wichtigen Bestandteil der ersten Mannschaft.
Zu Beginn der Saison 2017/18 wechselte Bourigeaud für eine geschätzte Ablösesumme von 3,5 Mio. Euro zu Stade Rennes in die Ligue 1 und unterschrieb dort einen Vertrag bis 2021. Sein Debüt in der Ligue 1 gab er am 5. August 2017 gegen ES Troyes AC. Er erzielte 6 Tage später sein erstes Tor gegen Olympique Lyon. Er gewann mit Rennes den französischen Pokal 2018/19.
Nach sieben Jahren in Rennes wechselte Bourigeaud im Sommer 2024 zum katarischen Erstligisten al-Duhail SC.

### Nationalmannschaft
Er absolvierte 2014 zwei Spiele für die französische U-20 Nationalmannschaft beim Turnier von Toulon.

## Erfolge
Stade Rennes
- Französischer Pokalsieger: 2018/19

Persönliche Auszeichnungen
- Spieler des Monats der Ligue 1: April 2022